# Walter-Hallstein-Preis
Der Walter-Hallstein-Preis wurde von 2002 bis 2008 alljährlich im November von der Johann Wolfgang Goethe-Universität Frankfurt am Main, der Stadt Frankfurt am Main und der Dresdner Bank AG an eine Persönlichkeit verliehen, die sich in besonderer Weise um die Europäische Integration verdient gemacht hat. Die Auszeichnung ist mit 20.000 Euro dotiert.
Die Preisverleihung fand im Frankfurter Römer, im Rahmen des Walter-Hallstein-Symposiums, statt. Dem Symposium vorgeschaltet ist regelmäßig ein wissenschaftliches Kolloquium, das inhaltlich vom Wilhelm Merton-Zentrum für Europäische Integration und Internationale Wirtschaftsordnung der Universität Frankfurt am Main ausgerichtet wird. Der Preis ist nach Walter Hallstein, dem Präsidenten der ersten Kommission der  EWG, benannt.

## Preisträger
- 2002 Ralf Dahrendorf
- 2003 Gil Carlos Rodríguez Iglesias, Präsident a. D. des Europäischen Gerichtshofes
- 2004 Wim Duisenberg, ehem. Präsident der EZB
- 2005 Jean-Claude Juncker, Premierminister von Luxemburg
- 2006 Vaira Vīķe-Freiberga, Staatspräsidentin der Republik Lettland
- 2007 Hans-Gert Pöttering, Präsident des Europäischen Parlamentes
- 2008 Claudio Magris, italienischer Schriftsteller